# اضطراب الشخصية العضوي
اضطراب الشخصية العضوي (بالإنجليزية: Organic personality disorder)‏ ومختصره (OPD) لا يضمن في مجموعة متنوعة من اضطرابات الشخصية. لهذا السبب، فإن الأعراض والمعايير التشخيصية لاضطراب الشخصية العضوي تختلف عن أعراض ومعايير اضطرابات الصحة النفسية، والتي يتم تضمينها في هذه المجموعة المختلفة من اضطرابات الشخصية.
وفقا للمراجعة العاشرة للتصنيف الدولي للأمراض (ICD-10)، فإن هذا الاضطراب هو نوع من الاضطرابات السلوكية الصحية العقلية.
إما التنقيح الرابع للدليل التشخيصي والإحصائي للاضطرابات النفسية (DSM-IV) فيعرف اضطراب الشخصية العضوية بأنه تغيير الشخصية، والذي سببه إصابة دماغية رضية وهذا يعني أن هناك مناطق محددة من دماغ المرضى قد أصيبت بعد حادث قوي جدا.
إضافة لذلك، فإن المراجعة العاشرة للتصنيف الدولي للأمراض تذكر أن اضطراب الشخصية العضوي مرتبط «بتغيير كبير في الأنماط المعتادة للسلوك السابق للمرض». كذلك، يرتبط اضطراب الشخصية العضوي مع «تغيير الشخصية بسبب الحالة الطبية العامة».